# آلفا رومئو سری ۳۳
آلفارومئو سری ۳۳ (Alfa Romeo ۳۳ Series) یک سری خودرو است که در سال‌های ۱۹۸۳–۱۹۹۵در ایتالیا تولید شده‌است.
این خودرو در کلاس خودرو کامپکت قرار گرفته، طراحی آن خودروهای موتور جلو-محور جلو، خودرو چهار چرخ محرک بوده طول آن در حالت طبیعی ۴٬۰۷۵ میلیمتر (۱۶۰٫۴ اینچ)، عرض آن در حالت طبیعی ۱٬۶۱۳ میلیمتر (۶۳٫۵ اینچ)، ارتفاع آن در حالت طبیعی ۱٬۳۵۰ میلیمتر (۵۳٫۱ اینچ) و وزن آن در حالت طبیعی ۸۹۰–۱٬۰۷۰ کیلوگرم (۱٬۹۶۰–۲٬۳۶۰ پوند) است.